# Посёлок железнодорожной станции Дербышки
Посёлок железнодорожной станции Дербышки (Станционные Дербышки, тат. Дәрвишләр тимер юл стансасы бистәсе, Därwişlär timer yul stansası bistäse) — посёлок в Советском районе Казани.

## География
Посёлок расположен на северо-западе Советского района; с севера и запада находятся садовые товарищества, к югу находится северный внутригородской железнодорожный ход и его пересечение с южным внутригородским железнодорожным ходом Казани, к востоку — станция Дербышки.

## История
Посёлок возник при одноимённой станции, возникшей в 1918 году. 
С середины XIX века до 1924 года входил в Собакинскую (Калининскую) волость Казанского уезда Казанской губернии (с 1920 года — Арского кантона Татарской АССР). После укрупнения волостей в Татарской АССР в 1924 году в составе Воскресенской волости Арского кантона Татарской АССР. После введения районного деления в Татарской АССР в составе Воскресенского (Казанского, 1927—1938), Юдинского (1938—1950), Высокогорского (1950—1963) и Зеленодольского укрупнённого (1963) районов. На низшем административном уровне входила в Малодербышкинский (1918–1932), Большедербышкинский (с 1932) сельсоветы.
Вошёл в городскую черту 4 декабря 1963 года на основании решения исполкома Казгорсовета № 787.

## Население
| 2000-е |
| ------ |
| 1266   |

## Улицы
- Станционная (тат. Станса урамы, Stansa uramı). Начинаясь из района СНТ «Железнодорожник», идёт вдоль железной дороги, пересекает 3-ю Станционную улицу и заканчивается у СНТ «Столетник». Протяжённость — 1.8 километра.
- Станционная 2-я (тат. 2 нче Станса урамы, 2 nce Stansa uramı, до 1968 года Кооперативная улица[4]). Начинаясь из района СНТ «Железнодорожник», заканчивается пересечением с 3-й Станционной улицей. Протяжённость — 0.8 километра.
- Станционная 3-я (тат. 3 нче Станса урамы, 3 nçe Stansa uramı, до 1968 года Песчаная улица[4]). Начинаясь от дома №8 по улице 2-й Станционной, пересекает 2-ю Станционную улицу и заканчивается пересечением со Станционной улицей. Протяжённость — 1.1 километра.
- Станционная 4-я (тат. 4 нче Станса урамы, 4 nçe Stansa uramı, до 1968 года Школьная улица[4]). Начинаясь из района СНТ «Железнодорожник», заканчивается пересечением с 5-й Станционной улицей. Протяжённость — 0.8 километра.
- Станционная 5-я (тат. 5 нче Станса урамы, 5 nçe Stansa uramı, до 1968 года Новая улица[4]). Начинаясь из района СНТ «Железнодорожник», пересекает 4-ю Станционную улицу и заканчивается пересечением с безымянным проездом, соединяющем 3-ю Станционную улицу с СНТ «Столетник». Протяжённость — 1.2 километра.

## Социальная инфраструктура
- Филиал детского сада №324 «Теремок»[5].

## Транспорт

### Автобус
Городской общественный транспорт начал ходить в 1989 году, когда по маршруту «ветеринарный институт» — «станция Дербышки» начал ходить автобус № 75. После ввода новой схемы движения общественного транспорта в 2007 году он стал автобусом № 39, который к 2013 году был переведён в разряд «сезонных».